# Bienvenue en Arcadie
Pour les articles homonymes, voir Arcadia.
Bienvenue en Arcadie (Arcadia) est le 15e épisode de la saison 6 de la série télévisée X-Files. Dans cet épisode, Mulder et Scully, sous la fausse identité de jeunes mariés, enquêtent sur des disparitions dans une banlieue résidentielle obéissant à des règles très strictes.
Cet épisode humoristique est une satire de la vie dans les banlieues résidentielles et fait particulièrement appel aux effets spéciaux. Il a été plutôt bien accueilli par la critique.

## Résumé
Aux Chutes d'Arcadie, une banlieue résidentielle située dans le comté de San Diego, Dave Kline, qui supporte mal le strict règlement du syndicat de copropriété, installe une girouette décorative qu'il a reçue par courrier sur le toit de sa maison. Dans la nuit, sa femme et lui sont tués par une créature. Quelques mois plus tard, Mulder et Scully s'installent dans la même maison dans le but d'enquêter sur les disparitions mystérieuses de trois couples dans ce quartier. Ils se présentent sous la fausse identité d'un couple de jeunes mariés, Rob et Laura Petrie, et prélèvent des indices dans la maison.
Plus tard, plusieurs de leurs voisins se réunissent chez Gene Gogolak, président du syndic, pour discuter des Petrie. Big Mike, un vétérinaire particulièrement sympathique, souhaiterait avertir le couple de ce qui arrive quand on ne respecte pas le règlement mais Gogolak s'y oppose. Dans la nuit, Big Mike est attaqué par une créature. Mulder et Scully, qui remarquent rapidement la multitude de petites règles contraignantes imposées par le syndic, sont invités à dîner chez Win et Cami Shroeder, un couple de voisins très mal à l'aise quand la disparition de Big Mike est évoquée. Scully trouve peu après un collier appartenant à Big Mike sous une bouche d'égout.
Pendant que Scully part à San Diego faire analyser les indices recueillis, Mulder décide de tester sa théorie selon laquelle les infractions aux règlement du syndic sont le mobile des crimes présumés. Il commet plusieurs infractions, et Win Shroeder vient l'en empêcher. Tandis qu'ils se disputent, Cami Shroeder est attaquée par la créature. Celle-ci s'enfuit à l'arrivée des deux hommes. Mulder suspecte que le monstre qu'il a aperçu vit et se déplace sous terre, tandis que Scully lui apprend que les indices prélevés sont constitués en grande partie de divers détritus et que les Chutes d'Arcadie sont bâties sur une ancienne décharge.
Mulder et Scully trouvent enfouie dans le jardin la girouette offerte aux Kline, l'objet portant le symbole de la société de Gogolak. Alors que Mulder part l'arrêter, la créature entre dans leur maison. Scully est sauvée par l'intervention d'un Big Mike ensanglanté qui était jusque-là caché dans les égouts, et qui est tué à sa place. Chez Gogolak, Mulder découvre que le monstre est un tulpa, créature spirituelle du folklore tibétain que Gogolak a conjuré pour faire respecter le règlement du syndic. Mulder le menotte à sa boîte aux lettres et part chercher Scully. Gogolak, en infraction avec les règles, est tué par le tulpa, qui se désintègre à la mort de son invocateur.

## Distribution
- David Duchovny : Fox Mulder
- Gillian Anderson : Dana Scully
- Peter White : Gene Gogolak
- Abraham Benrubi : Big Mike
- Debra Christofferson : Pat Verlander
- Tom Gallop : Win Shroeder
- Marnie McPhail : Cami Shroeder
- Roger Morrissey : le Tulpa
- Tim Bagley : Gordy
- Tom Virtue : Dave Kline

## Production

### Préproduction
Daniel Arkin, qui écrit son premier scénario pour X-Files, s'inspire d'un incident survenu dans sa propre vie. En 1991, alors qu'il aménageait dans un immeuble en copropriété de Greenwich Village, il fut condamné à payer une amende de 1 000 dollars car son déménagement s'était prolongé après 17 heures, ce qui était interdit par le règlement intérieur de la copropriété long de 300 pages.
À l'origine, l'antagoniste principal du scénario est un individu qui terrorise son voisinage et devient une sorte de croque-mitaine métaphorique. Mais Chris Carter persuade Arkin de le remplacer par un véritable monstre. Arkin réécrit son histoire et y intègre des éléments faisant appel au mythe du tulpa. L'idée de « marier » Mulder et Scully est proposée lors d'une réunion entre les scénaristes de la série et tout le monde se met d'accord pour dire que cette histoire serait la plus adaptée pour que les deux personnages adoptent l'identité d'un couple marié.
Abraham Benrubi, qui est alors connu pour son rôle récurrent dans la série Urgences est choisi pour jouer le rôle de Big Mike. La production d'Urgences hésite à lui donner son autorisation pour jouer dans X-Files car elle craint que cela complique encore plus le planning déjà très serré de la série. L'équipe de X-Files profite finalement de quelques jours de repos de Benrubi pour y intercaler les scènes de son personnage.

### Tournage et effets spéciaux
Le maquillage de Benrubi, qui lui donne à la fois une apparence ensanglantée et couverte de crasse et inclut la pose d'une prothèse, prend quatre heures pour être appliqué, puis Benrubi le porte pendant presque douze heures d'affilée. La costumière Christine Peters est chargée de trouver les tenues que portent Mulder et Scully dans l'épisode. Elle explique que celles de Scully ont été plus difficiles à concevoir car ce personnage a un look qu'elle n'est pas prête à abandonner facilement.
Concernant l'apparence du tulpa, l'équipe ne sait absolument pas à quoi pourrait ressembler cette créature et est déchirée entre deux concepts : créer le monstre à partir de la personnalité de son créateur ou en faire une créature faites d'ordures plus conventionnelles. Le maquilleur John Vulich crée finalement un costume fait en mousse de polyuréthane. Des lamelles de caoutchouc préalablement salies sont ensuite attachées au costume pour accentuer la ressemblance avec un tas de déchets. Pendant l'étape de montage, les apparitions du monstre sont toutefois de plus en plus réduites jusqu'à ce qu'il devienne à peine plus qu'une menace invisible.
À peine deux jours avant la diffusion de l'épisode, le technicien des effets spéciaux Bill Millar est chargé de faire un nouveau montage de la vidéo que tourne Scully au début de l'épisode pour lui donner plus de points de vue de Scully à la place de ceux du caméscope. Millar accomplit cette tâche en à peine six heures.

## Accueil

### Audiences
Lors de sa première diffusion aux États-Unis, l'épisode réalise un score de 10,5 sur l'échelle de Nielsen, avec 16 % de parts de marché, et est regardé par 17,91 millions de téléspectateurs. La promotion télévisée de l'épisode est réalisée avec le slogan « Mulder and Scully married! This could be the scariest 'X-Files' ever! » (en français « Mulder et Scully mariés ! Cela pourrait bien être l'épisode le plus effrayant de toute la série ! »).

### Accueil critique
L'épisode recueille des critiques plutôt favorables. Rob Bricken, du site Topless Robot, le classe à la 10e place des épisodes les plus drôles de toute la série, mettant en avant ses « deux niveaux d'humour » : la « franche hilarité » provoquée par Mulder et Scully se faisant passer pour un couple marié, et la « parfaite parodie » de la vie dans ces communautés résidentielles. Dans leur livre sur la série, Robert Shearman et Lars Pearson lui donnent la note de 4/5, estimant que le principal attrait de l'épisode est de voir Mulder et Scully dans la peau d'un couple de yuppies mais regrettant la fin « quelque peu bâclée ». Pour le site Le Monde des Avengers, « il s'avère impossible de ne pas visionner l'épisode sans éclater de rire », notamment lors de la scène du dîner qui « demeure un sommet d'humour », mais l’épisode dénonce aussi certains travers de la société avec cette « charge aussi féroce que pertinente sur le repli fantasmé par certains sur une Amérique Blanche et ultra conservatrice ». 
Pour Todd VanDerWerff, du site The A.V. Club, qui lui donne la note de B+, c'est un épisode « léger et amusant », solide dans l'ensemble et qui comporte quelques scènes vraiment très réussies, mais le « monstre de la semaine » n'est pas très convaincant et la satire de la banlieue résidentielle est « éculée ». Dans son livre, Tom Kessenich estime que l'épisode n'est « pas mauvais en soi mais qu'il est loin de procurer le plaisir attendu ». Paula Vitaris, de Cinefantastique, lui donne la note de 2/4, saluant particulièrement l'interprétation de David Duchovny mais regrettant que les résidents de la communauté soient stéréotypés.

### Distinctions
L'épisode est récompensé en 1999 par l'Environmental Media Association du prix du « meilleur épisode de série télévisée dramatique comportant un message écologique ».